# Old Merry Tale Jazzband
Die Old Merry Tale Jazzband (OMTJ)  war eine Hamburger Dixieland-Band, die 1956 gegründet wurde.
Ihre größten Erfolge hatte sie Anfang der 1960er Jahre mit Liedern wie Am Sonntag will mein Süßer mit mir segeln geh’n; ein Hit aus dem gleichnamigen, 1961 gedrehten Film mit Vivi Bach, Karin Dor und Harald Juhnke. Er stieg 1961 zeitweise bis auf Platz 4 und war 13 Wochen unter den Top 10. In einem Fortsetzungsfilm So liebt und küßt man in Tirol aus dem gleichen Jahr war die Band auch mit ihrem Lied Sellerie im Film zu sehen. Hallo kleines Fräulein und Auf der Lüneburger Heide waren weitere erfolgreiche Lieder der Band.

## Bandgeschichte

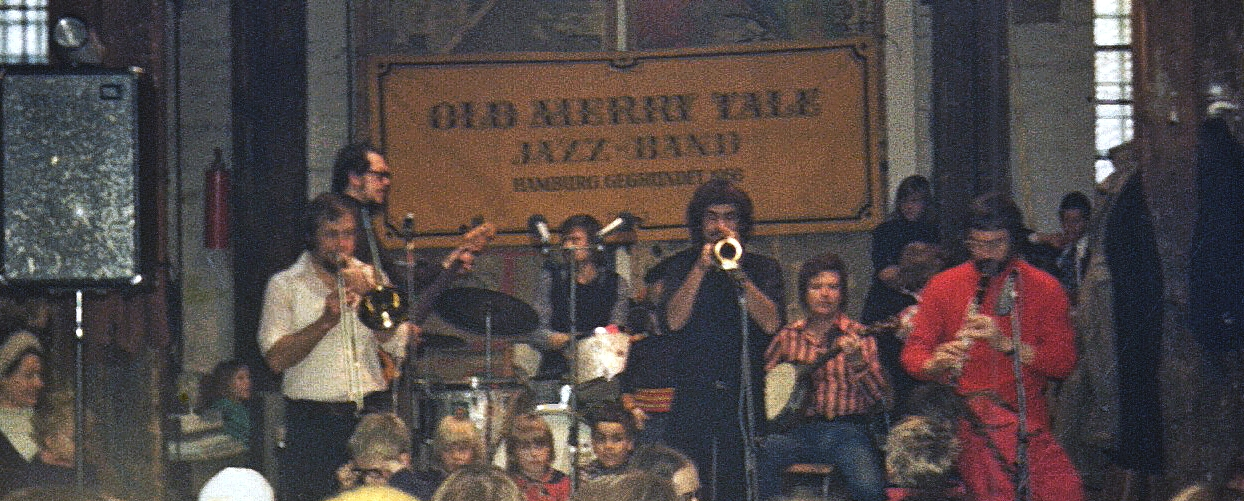
Old Merry Tale Jazzband am 23. Dezember 1973 in der Fabrik in HH-Altona

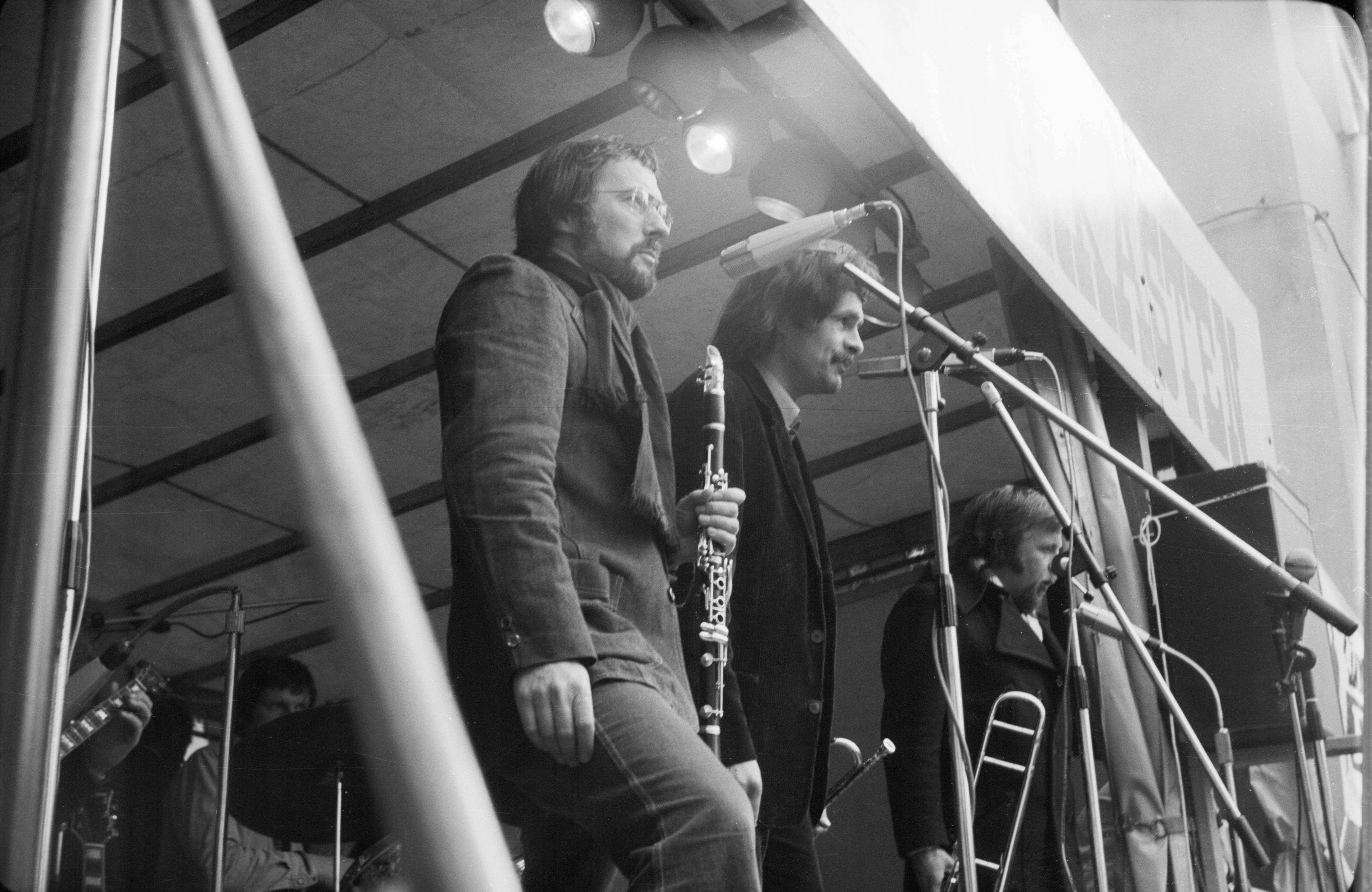
Old Merry Tale Jazzband am 20. April 1974 auf dem Hamburger Fischmarkt, von links nach rechts Hellmut Lamszus, Dieter Bergmann, Jost Münster

Die Gruppe erhielt 1960 einen Vertrag von der Deutschen Grammophon, und die Bandmitglieder spielten damals zwei Jahre (1960 bis 1962) lang hauptberuflich. 1957 stieß der Posaunist Jost 'Addi' Münster hinzu, der 1958 Leiter der Band wurde. Langjährige Mitglieder waren Jost 'Addi' Münster (seit 1957 Posaune), Reinhard Zaum (seit 1959 Bass, Tuba, Gesang), Peter Lange (bis 1959 Trompete), Joachim Nolte (Trompete), Gerhard Vohwinkel (1959–1960 Trompete), Dieter Bergmann (seit 1961 Trompete, Gesang), Jochen Nolte (1961 Trompete), Eberhard Bendzko (seit 1981 Trompete), Jochen Rose (seit 1986 Trompete), Peter Schubert (1960–1963 Klarinette), Gerd Lorenz (1966/67 Klarinette), Hellmut Lamszus (seit 1971 Klarinette; Professor für Berufspädagogik an der Helmut-Schmidt-Universität/Universität der Bundeswehr Hamburg), Bernd Reiners (seit 1971 Schlagzeug), Helmut Peters (1966 Schlagzeug), Wolfgang Brinker (1962–1967 Schlagzeug), Dieter Ebeling (1967–1975 Klavier), Bruno Lefeldt (seit 1975 Klavier), Hans-Jürgen Bock (seit 1958 Klavier), Andreas von der Meden (seit 1969 Banjo, Gitarre, Gesang), Peter Banjo Meyer (seit 1979 Banjo, Gitarre, Gesang), Kai Heuer (1967 Banjo), Harald Vohwinkel (1961–1963 Banjo).
Die OMTJ spielte bis 1984. Sie trat regelmäßig am ersten Freitag im Monat in der „Fabrik“ auf. Bis zu diesem Zeitpunkt entstanden insgesamt 14 Singles, 24 LPs sowie 3 EPs. Nachfolger sind seit 1985 die „Traditional Old Merry Tale Jazzband“ und seit 1984 „Addi Münsters Old Merrytale Jazzband“. 2006 erschien zum 50-jährigen Jubiläum eine Doppel-CD der Old Merry Tale Jazzband mit Aufnahmen von 1960 bis 1980 (mit Gästen wie Knut Kiesewetter, Fatty George, Monty Sunshine, Bob Wilber, Dick Cary, Charly Antolini, Helle Wiese, Elke Hendersen, Rudi Bohn Chor, Willem, Roy Williams, Audrey Motaung).

## Addi Münster’s Old Merrytale Jazzband
Addi Münster’s Old Merrytale Jazzband wurde von einem der ältesten Mitglieder der alten Band, Jost „Addi“ Münster, gegründet. Gerhard Vohwinkel wirkte bis 2012 als musikalischer Leiter mit. Neben Dixieland orientieren sie sich auch am Stil der frühen Swing-Orchester der Vor-Bigband-Zeit wie dem von Benny Moten.
Sie spielten jährlich im Januar auf dem International Hot Jazz Meeting im CCH in Hamburg und häufig auf dem Dixieland Festival in Dresden. 1988 und 1989 spielten sie auf dem Dixieland Festival in Sacramento. Alle Bandmitglieder bis auf Jost Münster, der im Hauptberuf Steuerberater ist, sind hauptberufliche Musiker.

## Traditional Old Merry Tale Jazzband

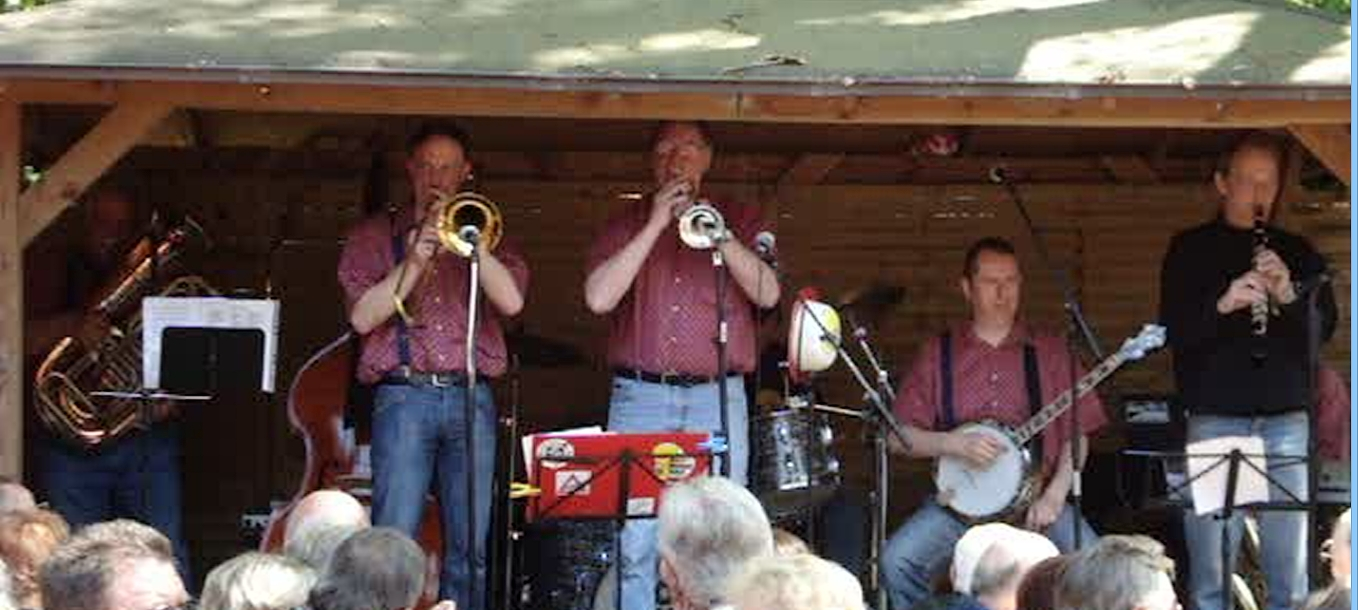
Traditional Old Merry Tale Jazzband am 1. Mai 2009 in der Horster Mühle

In der Traditional Old Merry Tale Jazzband ist heute Reinhard Zaum ältestes Bandmitglied (seit 1959) und gleichzeitig der Leiter.
Die meisten Bandmitglieder sind nebenberuflich in der Band aktiv, der Leiter Zaum war z. B. vor seiner Pensionierung Im- und Exportkaufmann.